# Semeòstoms
Els semeòstoms (Semaeostomeae) són un ordre de cnidaris de la classe dels escifozous, que inclou les meduses més conegudes i abundants a les costes temperades.
Les meduses semeòstomes tenen tres, cinc o més tentacles. Algunes espècies produeixen escifistomes, però en d'altres les èfires es formen directament a partir de la larva plànula. A les costes dels Països Catalans abunda Pelagia noctiluca, espècie que pot causar problemes a les platges a causa de la virulència dels seus cnidòcits.

## Taxonomia
Els semeòstoms inclouen cinc famílies:
- Família Cyaneidae L. Agassiz, 1862
- Família Drymonematidae Haeckel, 1880
- Família Pelagiidae Gegenbaur, 1856
- Família Phacellophoridae Straehler-Pohl, Widmer i Morandini, 2011
- Família Ulmaridae Haeckel, 1880

## Referències

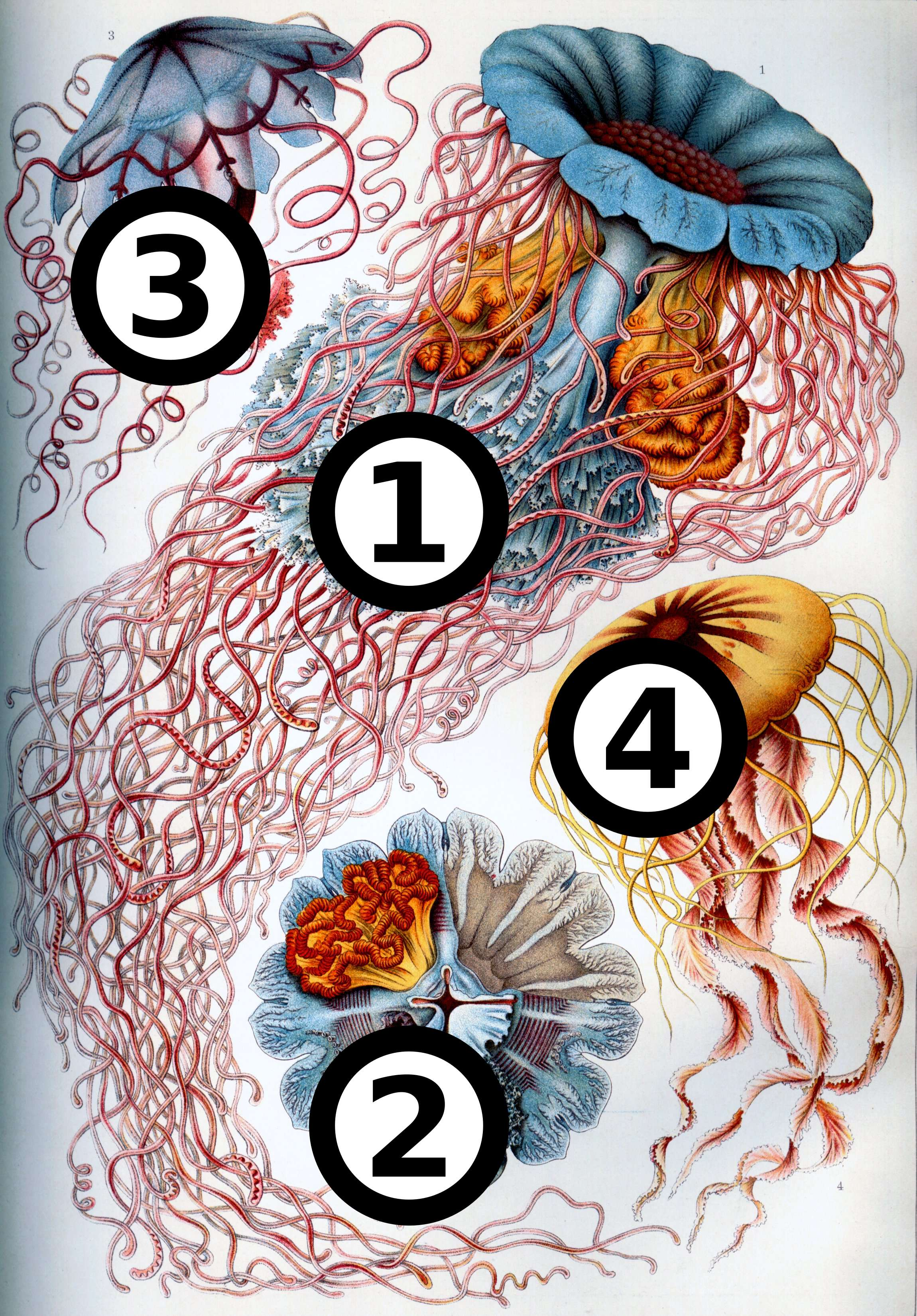
Quatre discomeduses gegantines: Desmonema annasethe (1 i 2), Floscula promethea (3) i Chrysaora mediterranea (4)